# Автомагистрала А6 (Италия)
Автомагистрала А6 на Република Италия (на италиански: Autostrada A6 или La Verdemare) е транспортен коридор, който свързва Торино със Савона. Пътят е дълъг 131 км и преминава през регионите Пиемонт и Лигурия. Магистралата е строена на няколко етапа, като е започната през 1956 г. и завършена през 2001 г.